# Поромовская сельская община
Поромовская сельская община (укр. Поромівська сільська громада) — территориальная община во Владимирском районе Волынской области Украины.
Административный центр — село Поромов.
Население составляет 5902 человек. Площадь — 109,1 км².
В соответствии с распоряжением Кабинета Министров Украины от 12 июня 2020 года, в состав общины вошла территория Бужанковского, Морозовичевского, Поромовского и Старолешнянского сельских советов упразднённого Иваничевского района.

## Населённые пункты
В состав общины входит 18 сёл:
- Поромов
  - Лежница
  - Михале
  - Млынище
  - Цуцнев
- Бужанковский старостинский округ:
  - Бортнов
  - Бужанка
  - Верхнов
  - Иванов
  - Шахтёрское
- Морозовичевский старостинский округ:
  - Волица-Морозовицкая
  - Морозовичи
  - Русовичи
- Старолешнянский старостинский округ:
  - Будятичи
  - Космовка
  - Новая Лешня
  - Осмиловичи
  - Старая Лешня